# 长梗石蝴蝶
长梗石蝴蝶（学名：Petrocosmea longipedicellata），为苦苣苔科石蝴蝶属下的一个种。

## 扩展阅读
維基物種上的相關：长梗石蝴蝶